# جواد الماشية

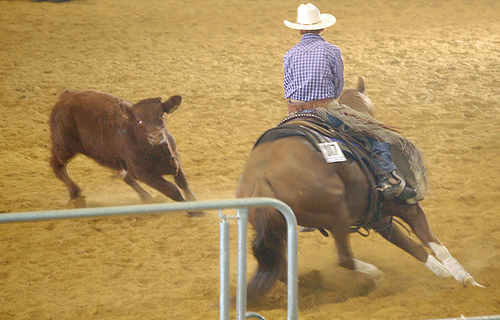

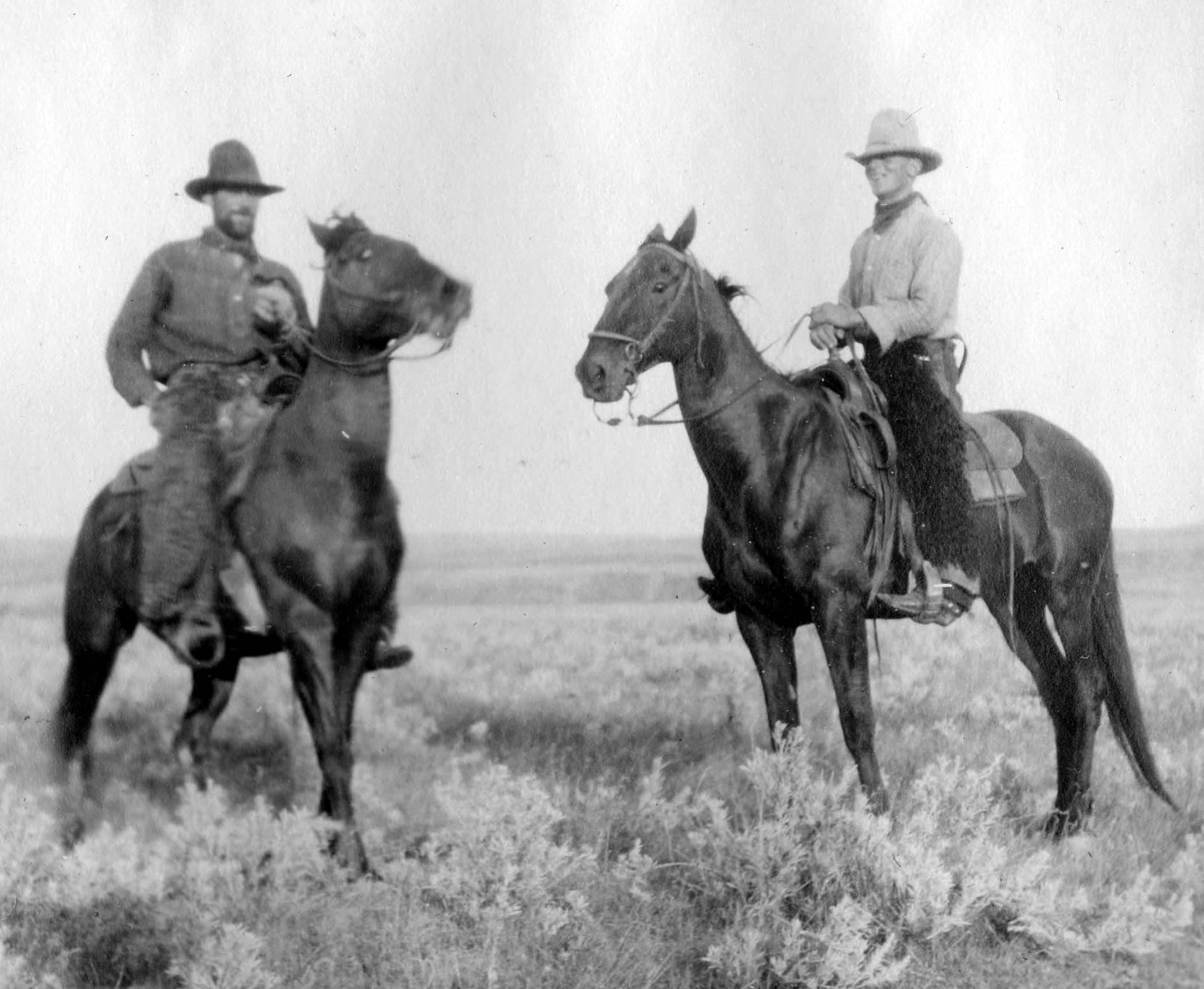
بقَّاران مُنتانة وخيولهم نحو عام 1910.

جواد الماشية هو حصان من النوع المناسب تمامًا للعمل مع الماشية خاصة البقر.